# Tim Janisch
Tim Janisch (* 12. August 2005 in Nürnberg) ist ein deutscher Fußballspieler. Er steht zurzeit beim 1. FC Nürnberg unter Vertrag.

## Karriere
Janisch wurde in Nürnberg geboren und wuchs in der Region Nürnberg auf. Bereits in jungen Jahren begann er bei der JFG Wendelstein aus dem an Nürnberg grenzenden Wendelstein mit dem Fußballspielen. Dort wurde er schnell zu einem der besten Spieler seines Jahrgangs, ehe er 2016 in die Jugend des Clubs nach Nürnberg wechselte. Dort durchlief er alle weiteren Nachwuchsmannschaften. In der Saison 2021/22 war er Stammspieler in der B-Junioren-Bundesliga, 2022/23 in der A-Junioren-Bundesliga. Daneben kam er schon aushilfsweise in der Zweiten Mannschaft der Nürnberger in der Regionalliga Bayern zum Einsatz: Am 28. März 2023 gab er beim 3:0-Sieg gegen den FC Pipinsried sein Debüt im Herrenbereich, als er in der 83. Spielminute für Ali Loune eingewechselt wurde. In der folgenden Saison kam er bereits regelmäßig in der U23 zum Einsatz, daneben folgten weitere Einsätze in der U19 seines Vereins. Allerdings wurde er durch eine Innenbanddehnung ausgebremst, wegen der er fast zwei Monate pausieren musste.
In der Vorbereitung auf die Saison 2024/25 durfte Janisch am Trainingslager der ersten Mannschaft am Walchsee teilnehmen. Daneben rückte er fest in die U23. Bereits am 2. Spieltag der Saison wurde Janisch von Trainer Miroslav Klose in den Spieltagskader der ersten Mannschaft für das Heimspiel gegen den FC Schalke 04 berufen. Dabei wurde er in der 86. Spielminute für Lukas Schleimer eingewechselt und gab somit sein Profidebüt. Während er in der Hinrunde jedoch nur gelegentlich zu Einsätzen in der 2. Bundesliga und Regionalliga Bayern kam, entwickelte er sich nach überstandener Verletzung im Verlauf der Rückrunde zum Stammspieler auf der rechten Außenbahn in der ersten Mannschaft von Trainer Klose.